# Ľubomír Néma
Ľubomír Néma (* 8. října 1974 Nitra) je bývalý slovenský fotbalový obránce.

## Hráčská kariéra
V československé nejvyšší soutěži zasáhl do 3 utkání v dresu Nitry, v nichž neskóroval. Z Nitry odešel po podzimu 1995 do TJ Slovan Preseľany.

## Ligová bilance
| Ročník                                   | Zápasy | Góly | Minuty | Klub     |
| ---------------------------------------- | ------ | ---- | ------ | -------- |
| 1. československá fotbalová liga 1992/93 | 3      | 0    | –      | FC Nitra |
| CELKEM 1. ČS. LIGA                       | 3      | 0    | –      |          |